# James G. Wilson
James G. Wilson (1915–1987). Embriólogo y anatomista estadounidense conocido por sus Seis Principios de Teratología. En 1960 cofundó la Sociedad de Teratología (The Teratology Society), y fue, desde entonces, uno de sus miembros más activos. 

## Los Seis Principios de la Teratología
1. La susceptibilidad a la teratogénesis depende del genotipo del embrión y del modo en el que este interactúa con factores ambientales;
2. La susceptibilidad a los agentes teratogénicos varía con el estadio del desarrollo en el momento de la exposición;
3. Los agentes teratogénicos actúan de manera específica en las células y los tejidos en desarrollo, desencadenando una embriogénesis anormal (patogénesis)
4. Las manifestaciones finales del desarrollo anormal son la muerte, la malformación, el retraso en el crecimiento y el desorden funcional.
5. La influencia de los factores medioambientales adversos en el desarrollo del tejido depende de la naturaleza de tales factores.
6. Las manifestaciones de un desarrollo anormal aumentan en grado en función de la dosis, desde la ausencia de efectos hasta el nivel letal.